# Serra Saco dos Sales
Serra Saco dos Sales é uma serra do município de Itatira, Ceará

## Clima e Vegetação
O clima é o tropical quente semi-árido. A vegetação característica floresta tropical pluvial, ou mata seca.